# Ba (tỉnh)

Ba là một tỉnh của Fiji, Nằm ở khu vực tây bắc của Viti Levu, hòn đảo lớn nhất Fiji. Đây là một trong 14 tỉnh của đất nước và là một trong 8 tỉnh trên đảo Viti Levu. Đây là tỉnh đông dân nhất Fiji với số dân là 231.760 người, chiếm trên một phần tư dân số cả nước theo thống kê năm 2007. Tỉnh có diện tích đất liền là 2.634 km², là tỉnh rộng thứ hai cả nước.
Tỉnh Ba gồm các thị trấn và các quận Ba, Magodro, Nadi, Nawaka, Tavua, và Vuda. Thành phố Lautoka và Quần đảo Yasawa ở ngoài khơi bờ biển phía tây của đảo Viti Levu.
Bản mẫu:Tỉnh Ba
Bản mẫu:Tọa độ missing